# La reina doña Juana la Loca, recluida en Tordesillas con su hija, la infanta doña Catalina
La reina doña Juana la Loca, recluida en Tordesillas con su hija, la infanta doña Catalina es un cuadro de gabinete realizado por el pintor español Francisco Pradilla en 1906. Fue adquirido por el Museo del Prado en 1990.

## Descripción
En el cuadro, un óleo sobre lienzo de 85 x 146 centímetros, se recrea una estancia del castillo de la localidad vallisoletana de Tordesillas en el que estuvo recluida la reina Juana I de Castilla, apodada «la Loca», junto al féretro de su marido, Felipe «el Hermoso», del que —según varias leyendas— no quiso separarse.
En dicha habitación, presidida por una gran chimenea gótica, se encuentra doña Juana sentada junto a un ventanal, desde donde mira hacia el espectador sin atender a su hija, la infanta Catalina. Junto a la chimenea, una dama de la reina y una criada hilando observan a doña Juana. Al fondo de la sala se puede apreciar, a través de una puerta entreabierta, una estancia en la que se encuentra el féretro con los restos mortales de Felipe «el Hermoso».
Desde 1990 la obra forma parte la colección permanente del Museo del Prado (P007493), y fue exhibida en la exposición temporaria "Invitadas. Fragmentos sobre mujeres, ideología y artes plásticas en España (1833-1931)", entre el 6 de octubre de 2020 y el 14 de marzo de 2021.

## Boceto
Pintado al óleo sobre tabla y firmado en el ángulo inferior derecho: "F. Pradilla", existe un boceto de dicha obra del año 1906 de 28 x 46,7 centímetros y con etiqueta en el reverso de la Junta de Incautación y Protección del Patrimonio Artístico, con número de inventario "4564".
La procedencia de este boceto se remonta a 1916 cuando fue vendido por el propio pintor a Manuel Pidal y Bernaldo de Quirós, I marqués de Valderrey y posteriormente éste a Monfredo Luis de Borbón y Bernardo de Quirós, I duque de Hernani, y III duque de Ansola (1889-1979). Incautado durante la Guerra Civil Española, fue depositado en el Museo Nacional del Prado. Pasada la Guerra Civil, la obra fue devuelta a su dueña el 22 de abril de 1940, la Duquesa Viuda de Hernani, María Teresa Mariátegui y Arteaga (1979-1996). 
Esta obra ha participado en la exposición "Francisco Pradilla (1848-1921). Más que un pintor", en el Museo de Historia de Madrid, en 2023.
Como ya se dice en la ficha de la exposición de 2023 del Museo de Historia de Madrid, Pradilla escribió una carta al marqués de Valderrey, con fecha del 21 de febrero de 1916, donde le hace constar que le envió el primer boceto para un cuadro que representa a la reina Juana la Loca recluida en Tordesillas.
Hay un segundo boceto sobre lienzo, en colección particular, pero mucho más pequeño, (10 x 18 cm.) y realizado también en 1906. Sendas pinturas fueron pintadas como bocetos para la obra conservada en el Museo Nacional del Prado (P007493) terminada en 1906 (85 x 146 cm). Un año más tarde realizó una réplica de mayores dimensiones, también conservada en el Museo Nacional del Prado (P007600) por encargo de Luis de Ocharán, según testimonia la inscripción al dorso. El lienzo es testimonio del interés del pintor durante toda su vida por la figura de la reina Juana I de Castilla, al igual que muestra su metodología de trabajo, donde repite composiciones de éxito en diversos formatos.
En este boceto, aún no se muestran los rostros de los personajes, que son meros esbozos de lo que serán. Pero en el de la reina, parece que más que mirar al espectador como se aprecia en las versiones posteriores, mira hacia la pequeña infanta doña Catalina. Otra de las grandes diferencias que se generalizan en todo el boceto, respecto a las versiones posteriores, es toda la rica decoración de alfombras, objetos de uso cotidiano y decorativo, los juguetes de la niña, etc, es como si en este boceto Pradilla hubiera querido reflejar el dolor y la pena que tanto padeció en vida la soberana por su amado y por el juicio crítico emocional al fue sometida. Sin embargo, y como elemento protagonista de este sufrimiento y reclusión, ya aparece al fondo una estancia con la puerta abierta donde se atisba el féretro con el cuerpo de Felipe el Hermoso.
A pesar de lo abocetada de la pintura, ya aparece claramente definida la estancia de reclusión de la reina, donde la fuente de luz entra por el ventanal donde se coloca Juana I, como metáfora de la libertad que estuviera buscando, mientras sus doncellas están sentadas, delante de la enorme chimenea de gótico flamígero castellano. Todo ello pintada con un aire de melodrama y romanticismo que se aviva por la gama cromática utilizada.

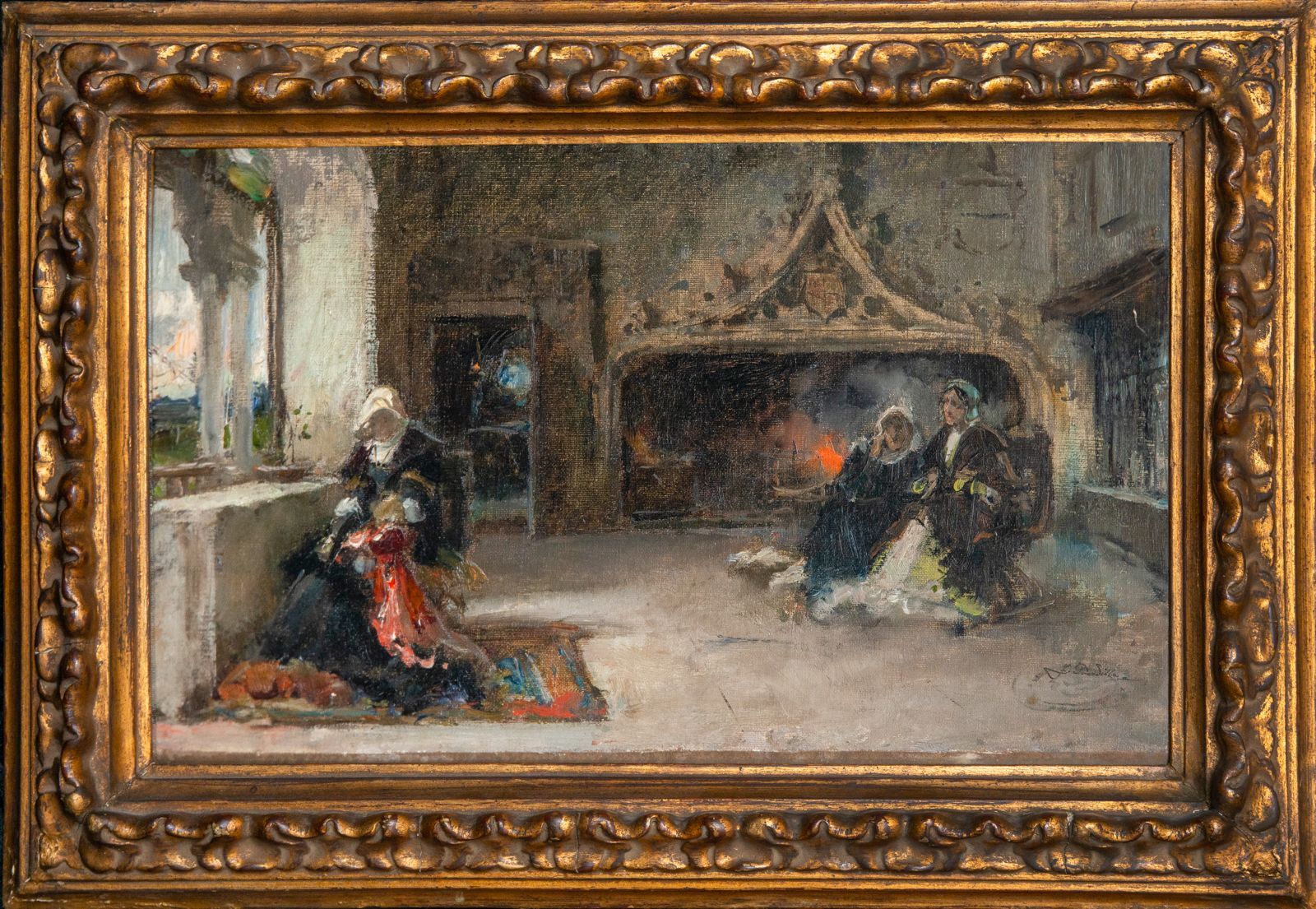
Boceto de "La reina Juana la Loca, recluida en Tordesillas con su hija, la infanta doña Catalina". 1906. Francisco Pradilla